# گروه اتحاد اتودیفندرز
گروه اتحاد اتودیفندرز (اسپانیایی: Grupos de Autodefensa Comunitaria‎) (مدافعان شخصی) یا "Policia Comunitaria" (پلیس اجتماعی) یا "پلیس مردمی" (People's Police) گروه‌های دفاع شخصی هستند که در  بین سال‌های ۲۰۱۲ و ۲۰۱۳ در مناطقی در خلیج مکزیک و جنوب مکزیک ایجاد شده‌اند. دولت مکزیک تلاش کرده‌است تا این گروه‌ها را تحت نظارت قرار دهد و آن‌ها را را جذب دولت فدرال کند تا علاوه بر آنکه یک پلیس محلی ایجاد شود از ایجاد درگیری بین شبه نظامیان و خود ارتش پرهیز شود.

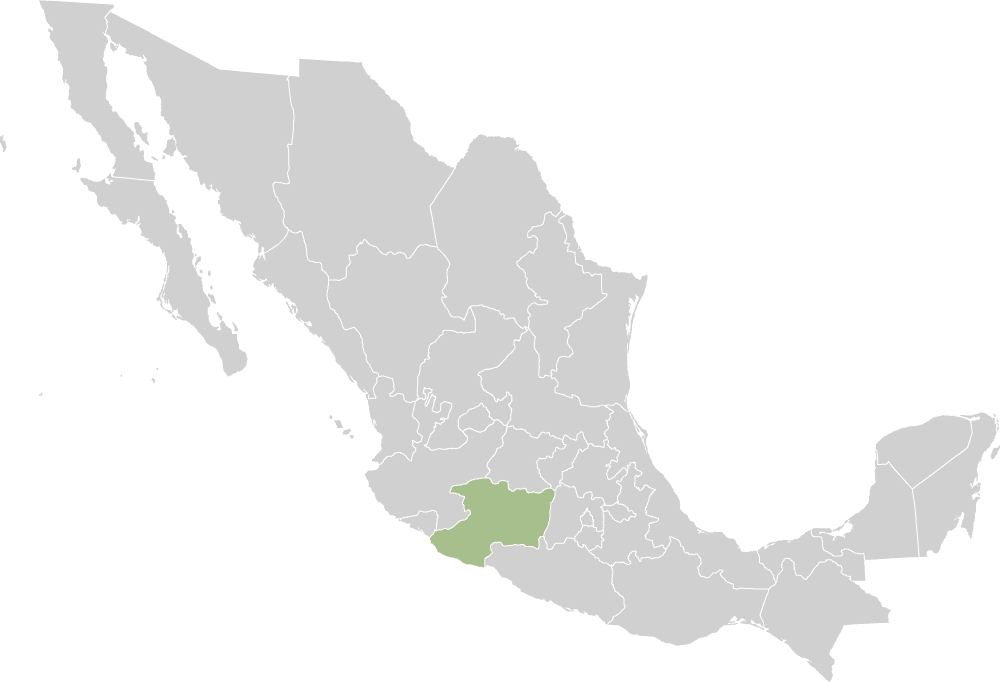
ایالت میچوآکان